# Pierwszy przelot nad południowym Atlantykiem

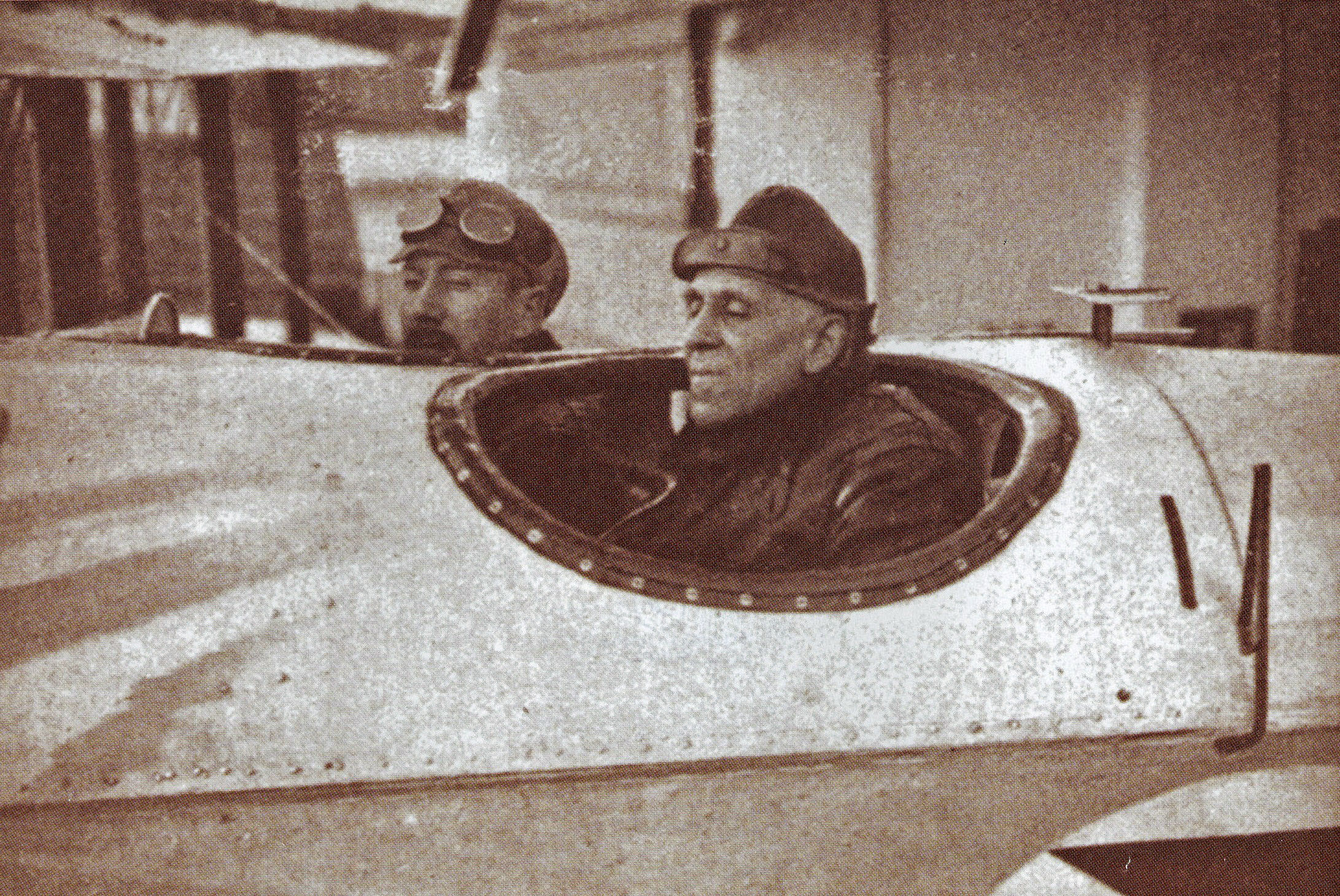
Gago Coutinho i Sacadura Cabral na pokładzie Lusitânii, pierwszego z trzech wodnosamolotów Fairey III podczas wyprawy w 1922 roku

Pierwszy przelot nad południowym Atlantykiem – pierwszy przelot samolotu nad południowym Atlantykiem, dokonany przez dwóch pilotów portugalskiego lotnictwa morskiego (Aviação Naval Portuguesa) Gago Coutinho i Sacadurę Cabrala w 1922 r. dla uczczenia stulecia niepodległości Brazylii. Coutinho i Cabral przelecieli etapami ze stolicy Portugalii Lizbony do Rio de Janeiro w Brazylii, używając trzech różnych dwupłatów Fairey III i przebywając dystans 8383 km w czasie od 30 marca do 17 czerwca 1922, wynikającym z awarii samolotów.
Chociaż północny Atlantyk był już w tym czasie pokonany lotem non stop przez Alcocka i Browna w 1919 r., to lot Cabrala i Coutinho pozostaje znaczącym kamieniem milowym w lotnictwie transatlantyckim, choćby ze względu na użycie nowej technologii, czyli sztucznego horyzontu. 
W czerwcu 2022 r. w stulecie tego przelotu, zmieniono oficjalną nazwę portu lotniczego Faro na Gago Coutinho Airport dla uczczenia Carlosa Viegasa Gago Coutinho. 

## Przelot

Trasa transatlantyckiego przelotu Coutinho i Cabrala

### Pierwszy samolot
Wyprawa rozpoczęła się, gdy z bazy lotniczej nad Tagiem w Lizbonie w pobliżu Torre de Belém o 16.30 w dniu 30 marca 1922 r. wystartował wodnosamolot  Lusitânia typu Fairey III, specjalnie przygotowany do tej podróży.  Lusitânia była wyposażona w sztuczny horyzont, rewolucyjny w tamtym czasie wynalazek. Według Portugalskiego Muzeum Marynarki, testowanie sztucznego horyzontu było jednym z głównych powodów wyprawy. 
Pierwsza część wyprawy skończyła się tego samego dnia w Las Palmas de Gran Canaria na Wyspach Kanaryjskich, gdzie piloci zauważyli, że zużycie paliwa jest większe niż oczekiwano. Podróż została wznowiona 5 kwietnia, gdy wystartowali w kierunku wyspy São Vicente w archipelagu Wysp Zielonego Przylądka, pokonując 1370 km. Po dokonaniu napraw maszyny, wystartowali z São Vicente do Praia na wyspie Santiago, a następnie skierowali się w stronę Wysp Świętego Piotra i Pawła, położonych już na wodach brazylijskich, dokąd przybyli jeszcze tego samego dnia, po pokonaniu 1700 km nad południowym Atlantykiem. Osiągnęli ten punkt, opierając się wyłącznie na sekstansie Coutinho i sztucznym horyzoncie. Jednakże w czasie wodowania na wzburzonym morzu Lusitânia straciła jeden ze swoich pływaków i zatonęła. Obaj lotnicy zostali uratowani przez portugalski krążownik República, wysłany specjalnie przez portugalską marynarkę w celu pomocy dla wyprawy. Piloci zostali przetransportowani na brazylijskie wyspy Fernando de Noronha.

### Drugi samolot
Entuzjastyczna reakcja zarówno portugalskiej, jak i brazylijskiej opinii publicznej, doprowadziła do tego, że rząd portugalski wysłał kolejny wodnosamolot Fairey III, by ukończył wyprawę. Nowy samolot, nazwany Pátria, przybył na wyspy 6 maja 1922 r. Po odpowiednim doposażeniu wystartował 11 maja 1922 z Coutinho i Cabralem na pokładzie. Skierowali się z powrotem na Wyspy Świętego Piotra i Pawła, gdzie musieli przerwać dotychczasową podróż. Jednak awaria silnika zmusiła ich ponownie do awaryjnego lądowania na środku oceanu, gdzie dryfowali przez 9 godzin, zanim zostali podjęci przez przepływający obok brytyjski statek handlowy Paris City, który dowiózł ich znowu na wyspy Fernando Noronha.

### Trzeci samolot

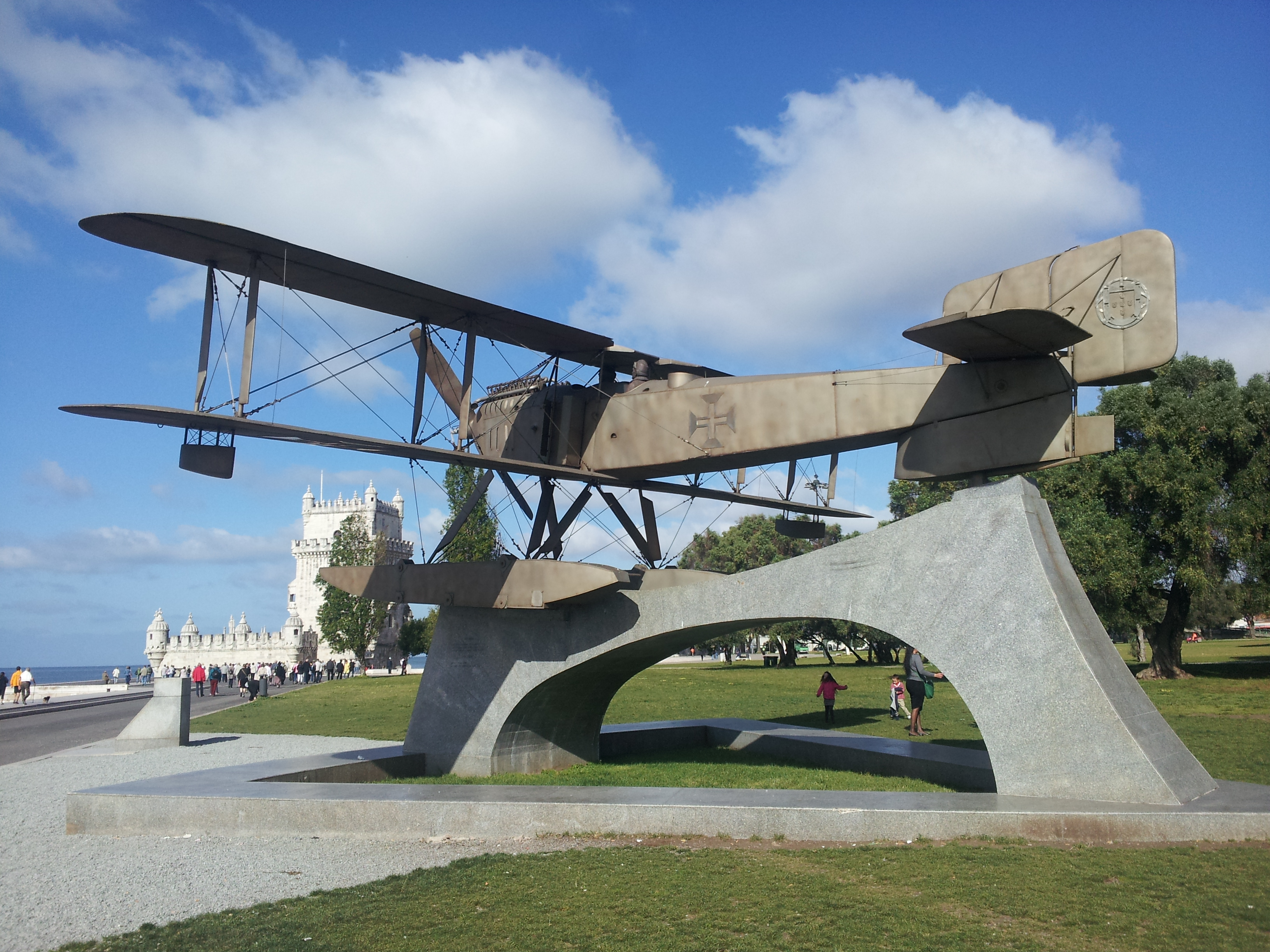
Pomnik przelotu w lizbońskim parku Torre de Belém.

Trzeci Fairey III, ochrzczony jako Santa Cruz przez żonę ówczesnego prezydenta Brazylii Epitácio Pessoy, został wysłany na pokładzie portugalskiego krążownika Carvalho Araújo. 5.06.1922 został zwodowany na wodach archipelagu Fernando Noronha, skąd Coutinho z Cabralem kontynuowali swój przelot do Recife, następnie do Salvadoru, Vitórii, a stamtąd do Rio de Janeiro, dokąd przybyli 17.06.1922, lądując w zatoce Guanabara. Obaj piloci zostali powitani jako bohaterowie przez tłumy ludzi, wśród których był brazylijski pionier lotnictwa Alberto Santos-Dumont. Chociaż ich podróż trwała 79 dni, to faktyczny czas przelotu wyniósł 62 godziny i 26 minut. Samolot, który jako jedyny dotrwał do naszych czasów, jest obecnie eksponowany w Muzeum Morskim w Lizbonie.

## Późniejsze loty transatlantyckie
W styczniu 1926 r. hiszpański zespół w składzie: Ramón Franco, Julio Ruiz de Alda, Juan Manuel Durán i Pablo Rada odbył pierwszy lot między Hiszpanią i Południową Ameryką na pokładzie jednego samolotu nazwanego Plus Ultra. Przelecieli tą samą trasą co Cabral i Coutinho. Przelot Cabrala i Coutinho zainspirował wielu późniejszych pilotów na trasach transatlantyckich, takich jak Amerykanin Charles Lindbergh, Brazylijczyk João Ribeiro de Barros czy Portugalczyk Sarmento de Beires.